# Peter Falktoft
Peter Falktoft (født 14. august 1985 også kendt som Snebolden) er en Dansk journalist, tv- og radiovært, der tidligere var ansat på DR P3, hvor han sammen med Esben Bjerre var vært på radioprogrammet Monte Carlo.
Foruden radioprogrammet har de også lavet tre tv-programmer: Monte Carlo elsker Putin, Monte Carlo elsker jøderne og Monte Carlo elsker USA. Den sidste udsendelse af Monte Carlo på P3 fandt sted den 6. juni 2014. Den 20. oktober startede Falktoft sammen med Esben Bjerre tv-programmet Monte Carlo på DR3, som blev sendt mandag til torsdag på DR3 og varede en halv time. Siden 2017 har Falktoft lavet podcasten Her Går Det Godt sammen med Esben Bjerre. Den udgives ugentligt.

## Karriere
Peter Falktoft har studeret på Danmarks Medie- og Journalisthøjskole i Aarhus, men er ikke færdiguddannet.
Desuden har han i 2010 været tv-kommentator i snowboarding i DR's transmissioner af vinter-OL i Vancouver og Sotji. Ligeledes har han været kommentator og konferencier ved DM i Ski & Snowboarding i 2005, 2006, 2007 og 2008 samt ved det internationale event Frostgun Invitational siden starten i 2006.
Peter lavede i 2016 sammen med Esben Bjerre programserien Omvejen med magasinet Euroman, hvor man integrerede indhold fra magasinet ind i selve programmet.
Peter Falktoft er med som ekspert på Kanal 5 sportsprogram Spartan Danmark med start optagelser den 28. oktober 2016 i Frederiksværk.
I 2018 var Peter Falktoft OL-ekspert under Vinter-OL hvor han på Kanal 5 hver dag dækkede vintersportsgrenene og var kommentator på samtlige snowboard konkurrencer.
Siden d. 24. december 2016 har Peter været medvært på podcasten Her Går Det Godt sammen med hans partner, Esben Bjerre. Podcasten sendes to gange ugentligt, og er blevet downloadet over 10 millioner gange. Duoen præmierede med "I Kina Går Det Godt" på YouSee's streamingtjeneste 1. August 2018 og med "I Mexico Går Det Godt" i starten af 2019. De har desuden løftet sløret for at der kommer en efterfølger, "I Sydafrika Går Det Godt", i starten af 2020. I 2023 blev han medejer af Kragelund Mose.

## Radio og podcast
| Program            | År         | Medvært         | Kanal  |
| ------------------ | ---------- | --------------- | ------ |
| Saint Tropez       | 2011       | Felix Smith     | DR P3  |
| Monte Carlo        | 2012 -2014 | Esben Bjerre    | DR P3  |
| Her Går Det Godt   | 2016-nu    | Esben Bjerre    |        |
| Danmarks Dræber #1 | 2019       | Anders Falktoft | DR P1  |
| Peter prepper      | 2024       | Skiftende       | DR LYD |

## TV
| Program                             | År   | Kanal   | Note |
| ----------------------------------- | ---- | ------- | --- |
| Vinter-OL 2010                      | 2010 | DR P3   | Kommentator ved snowboarding                                                                                            |
| X-Games - Vinter-X-Games            | 2013 | DR HD   | Kommentator ved snowboarding                                                                                            |
| Monte Carlo elsker Putin            | 2013 | DR3     | |
| Boksning for dummies                | 2013 | DR2     | |
| Monte Carlo elsker jøderne          | 2013 | DR3     | |
| Monte Carlo elsker Nik & Jay        | 2013 | DR3     | |
| Monte Carlos top 10 fra helvede     | 2013 | DR3     | |
| Vinter-OL 2014                      | 2014 | DR3     | Kommentator ved snowboarding                                                                                            |
| Monte Carlo elsker USA              | 2014 | DR3     | |
| Melodi Grand Prix                   | 2014 | DR3     | |
| Sladrehanken - vi ved hvad du laver | 2014 | DR3     | |
| Monte Carlo (live)                  | 2014 | DR3     | |
| X-Games                             | 2015 | DR3     | Kommentator ved snowboarding                                                                                            |
| Vinter-OL                           | 2018 | Kanal 5 | |
| I Kina Går Det Godt                 | 2018 | Xee     | |
| Over Atlanten                       | 2019 | Kanal 5 | |
| I Mexico Går Det Godt               | 2019 | Xee     | |
| I Sydafrika Går Det Godt            | 2020 | Xee     | Efter mange års kamp med TV-rettigheder lykkedes det til sidst at få fat i dette program, også omtalt "The Lost Tapes". |
| Vinter-OL 2022                      | 2022 | DR      | Kommentator ved snowboarding                                                                                            |
| Sommer-OL 2024                      | 2024 | Max     | Vært på "I Paris Går Det Godt" med Esben Bjerre                                                                         |

## Priser
Falktoft har vundet flere priser inden for radioverdenen: som den yngste nogensinde vandt han prisen for "Årets Stjerneskud" ved dansk radios prisuddeling, Prix Radio, ligesom han også har vundet "Ekstra Bladets Gyldne Mikrofon" sammen med Esben Bjerre for Monte Carlo i 2012  og 2013. I maj 2014 vandt han sammen med Esben Bjerre Hadsten Højskole-prisen. Bjerre og Falktoft vandt til Tv Prisen 2014 prisen for Årets Værtstalent(er)
I 2019 modtog Peter Falktoft prisen ‘Årets Inspiration’ til Voice’19 for hans P1-serie “Danmarks Dræber #1’.

## Privat
Peter Falktoft blev den 14. september 2019 gift med Anna Frank Møller Hvidkjær på Dragsholm Slot, og blev i 2024 far.